# 리위안추
리위안추(李元簇, 1923년 9월 24일 ~ 2017년 3월 8일)는 중화민국의 제8대 부총통이며, 하카계 출신이다.
| 전임 리덩후이 | 제8대 중화민국의 부총통 1990년 5월 20일 ~ 1996년 5월 16일 | 후임 롄잔 |